# Pelican Island (Gambia)
Pelican Island ist eine Binneninsel im Gambia-Fluss im westafrikanischen Staat Gambia.

## Geographie
Nahe dem nördlichen rechten Ufer des Flusses liegt die kleine Insel Pelican Island in der Nähe von Dog Island. Von Banjul aus ist sie Ziel zahlreicher Delfinbeobachtungs- oder Fischfangtouren, die für Touristen angeboten werden.